# Advance Wars 2: Black Hole Rising
Advance Wars 2: Black Hole Rising – taktyczna strategia turowa, wyprodukowana przez Intelligent Systems i wydana przez Nintendo w 2003 roku. Należy do serii Nintendo Wars, pozostającej exclusive’ami dla konsol Nintendo. Fabuła gry opiera się na konflikcie dwóch frakcji – „Orange Star” (w wersji japońskiej „Red Star”) i „Blue Moon”. Gracz wciela się w dowódcę wojskowego należącego do pierwszej frakcji.

## Rozgrywka
Rozgrywka nie zmieniła się zbytnio w stosunku do poprzedniej części. Akcja jest rozgrywana w turach, a gracz dowodzi niewielkimi siłami wojskowymi. Podstawą jest baza wojskowa, będąca głównym budynkiem gracza. Jest ona w stanie produkować nowe jednostki, podobnie jak inne bazy wojskowe, w tym specjalistyczne, jak lotniska czy porty. Celem jest zwykle zniszczenie jednostek przeciwnika, bądź też zajęcie jego bazy.
W grze, podobnie jak w części pierwszej, jest dostępnych wiele typów jednostek, doszło też kilka nowych. Oprócz tego pojawili się nowi dowódcy. Każda jednostka ma swoje punkty akcji, życia oraz ataku, a także własne zdolności – na przykład tylko piechota jest w stanie zajmować miasta. Walki toczą się na specjalnym ekranie – gracz nie ma na nią wpływu, jest wyliczona na podstawie statystyk jednostek czy też terenu, na którym toczy się bitwa.